# 마르코 메세리
마르코 메세리(Marco Messeri, 1948년 12월 15일 ~ )는 이탈리아의 배우, 텔레비전 배우이다.
리보르노에서 태어났다.

## 영화
- 레프리 (2013년)
- 투타 콜파 델라 뮤지카 (2011년)
- 더 퍼스트 뷰티풀 씽 (2010년)
- 일 토로 (1994년) - 탄티니 역
- 미사는 끝났다 (1985년)